# Монік Кіне
Монік Кіне (нід. Monique Kiene; нар. 5 серпня 1974) — колишня нідерландська тенісистка.
Найвищу одиночну позицію світового рейтингу — 123 місце досягла 24 серпня 1992, парну — 61 місце — 8 лютого 1993 року.
Здобула 1 одиночний та 1 парний титул.
Найвищим досягненням на турнірах Великого шолома було 2 коло в одиночному та парному розрядах.

## Фінали турнірів WTA

### Парний розряд: 1 (титул)
| Результат | Дата     | Турнір             | Рівень | Покриття | Партнерка      | Суперниці                      | Рахунок  |
| --------- | -------- | ------------------ | ------ | -------- | -------------- | ------------------------------ | -------- |
| Перемога  | Лют 1992 | Linz Open, Австрія | Tier V | Тверде   | Міріам Ореманс | Клаудія Порвік Раффаелла Реджі | 6–4, 6–2 |

## Фінали ITF
| турніри $25,000 |
| турніри $10,000 |

### Одиночний розряд (1–1)
| Результат | Ранг | Дата            | Турнір              | Покриття | Суперниця     | Рахунок  |
| --------- | ---- | --------------- | ------------------- | -------- | ------------- | -------- |
| Поразка   | 1.   | 30 червня 1991  | Ковілян, Португалія | Тверде   | Барбара Колле | 3–6, 1–6 |
| Перемога  | 2.   | 16 вересня 1991 | Софія, Болгарія     | Ґрунт    | Майке Бабель  | 7–5, 6–3 |